# Усть-Брынкино
Усть-Брынкино — упразднённый посёлок Большеновоселицкого сельсовета Боровичского района Новгородской области. Включён в 1968 году в черту г. Боровичи, ныне — микрорайон. Код ОКАТО:49408000000. Код ОКТМО:49606101001. 

## История
Решением Новгородского облисполкома от 22 января 1968 г. № 48 пос. Усть-Брынкино Большеновоселицкого сельсовета был включѐн в черту г. Боровичи

## Инфраструктура
Добыча огнеупорной глины.

## Транспорт
Автомобильный  транспорт. Остановка общественного транспорта «Усть-Брынкино».